# K League
Die K League (Korea Professional Football League) ist die aus zwei Spielklassen bestehende Profiliga im südkoreanischen Fußball.

## Geschichte
Die K League 1 wurde 1983 gegründet als die Koreanische Super League mit fünf Mitgliedern. Die Gründungsmitglieder waren Hallelujah FC, Yukong Elephants, POSCO Dolphins, Daewoo Royals und Kookmin Bank FC. Hallelujah FC gewann den ersten Titel der Liga.
1998 wurde das Koreanische Fußballligensystem reformiert und die Liga wurde in K League umgeändert. Seitdem wuchs die Liga von fünf auf 16 Mitglieder. In der Zwischenzeit wurden drei der fünf Mitglieder (Yukong Elephants, POSCO Dolphins und Daewoo Royals) umbenannt und zwei Mitglieder (Hallelujah FC und Kookmin Bank FC) traten aus der Liga aus.
2013 wurde die Liga wieder reformiert. Diesmal wurde die erste Liga in K League Classic umbenannt und eine zweite Liga gegründet. Ursprünglich sollte die zweite Liga den Namen der ersten Liga besitzen, da aber dies stark kritisiert wurde, gab man ihr den Namen K League Challenge. Daten und Statistiken aus der Zeit bis 2012 sind unter K League Classic zu finden.
2018 gab die K League bekannt, die K League Classic in K League 1 und die K League Challenge in die K League 2 umzubenennen.

## Struktur
Die K League besteht aus der ersten Liga, der K League 1, und der K League 2. Unter ihr befindet sich die Halbprofiliga Korea National League, welche 2003 gegründet wurde. Sie gehört allerdings nicht zur K League. Darunter befindet sich noch die K3 League, welche ebenfalls nicht zur K League gehört. Es gibt nur zwischen den ersten beiden Ligen ein Auf- und Abstieg. Den anderen beiden Ligen kann man nur bei- oder austreten.
- Erste Liga – K League 1 – 12 Mannschaften
- Zweite Liga – K League 2 – 10 Mannschaften

## Franchises

### Mitglieder der K-League
Die mit Fettschrift markierten Namen sind die aktuellen Vereinsnamen, die kursiven Namen sind aufgelöste Vereine. Folgende Mannschaften gehören zu der K League:
| Verein | Besitzer | Bemerkung |
| --- | --- | --- |
| POSCO FC (1973–1983) POSCO Dolphins (1983–1984) POSCO Atoms (1985–1994) Pohang Atoms (1995–1996) Pohang Steelers (1997–)                                                                                              | POSCO | Gegründet als Halbprofiverein im April 1973, 1984 in ein Profiverein umgewandelt |
| Hallelujah FC (1983–1985) | Shindongah Group, mittlerweile aufgelöst | Am 20. Dezember 1980 gegründet |
| Yukong Elephants (1983–1995) Puchon Yukong (1996-September 1997) Puchon SK (Oktober 1997–2000) Bucheon SK (2001–2005) Jeju United (2006–)                                                                             | SK Energy | Am 17. Dezember 1982 gegründet |
| Saehan Motors FC (1979–1980) Daewoo FC (1980–1983) Daewoo Royals (1983–1995) Pusan Daewoo Royals (1996–1999) Pusan i.cons (2000-Juli 2002) Pusan I’Cons (Juli 2002–2004) Busan I´Park (2005–2011) Busan IPark (2012–) | gegründet durch die Daewoo Groups (1983–1999) Hyundai Development Company (2000–) | Am 22. November 1979 gegründet und zwischenzeitlich aufgelöst. Als Profiverein am 3. Dezember 1983 wiedergegründet                                                                          |
| Kookmin Bank FC (1983–1984) | Kookmin Bank | Als Halbprofiverein in der Liga tätig gewesen |
| Hyundai Horang-i (1984–1990) Ulsan Hyundai Horang-i (1996–1998) Ulsan Hyundai Horangi (1996–2007) Ulsan Hyundai (2008–)                                                                                               | gegründet von Hyundai Motors Company (1984–1997) übernommen von Hyundai Heavy Industries (1998–) | Am 6. Dezember 1983 gegründet |
| Lucky-Goldstar Hwangso (1984–1990) LG Cheetahs (1991–1995) Anyang LG Cheetahs (1996–2003) FC Seoul (2004–) | LG Group (1984–2004) GS Group (Juni 2006–) | Am 22. Dezember 1983 gegründet |
| Hanil Bank FC (1984–1986) | Hanil Bank | Als Halbprofiverein in der Liga tätig gewesen |
| Ilhwa Chunma (1989–1995) Cheonan Ilhwa Chunma (1996–1999) Seongnam Ilhwa Chunma (2000–2013) Seongnam FC (2013–) | Tongil Group (1989–2013) Ab 2014 besitzt die Stadt Seongnam den Verein | Am 18. März 1989 gegründet |
| Chonbuk Buffalo (1994) | | 1993 gegründet, Ende 1994 aufgelöst |
| Chonbuk Dinos (1995–1996) Chonbuk Hyundai Dinos (1997–1999) Chonbuk Hyundai Motors (2000–2005) Jeonbuk Hyundai Motors (2006–)                                                                                         | gegründet von Hyundai Motors Company (1995-Mai 1999) übernommen von der Hyundai Motor Group (Mai 1999–) | Am 12. Dezember 1994 gegründet |
| Chunnam Dragons (1995–2013) Jeonnam Dragons (2014–) | POSCO | Am 16. Dezember 1994 gegründet |
| Suwon Samsung Bluewings (1996–) | Gegründet von Samsung Electronics (1996-März 2014) übernommen von Cheil Worldwide (April 2014–) | Gegründet am 15. Dezember 1995 |
| Taejeon Citizen (1997–2002) Daejeon Citizen (2003–) | Gegründet von Dong Ah Group (1997–2005) Übernommen von der Stadtverwaltung von Daejeon (2006–) | Gegründet am 12. März 1997 |
| Daegu FC (2003–) | Gegründet von der Stadt Daegu (2003–) | Am 19. März 2003 gegründet |
| Incheon United (2004–) | Gegründet von der Stadt Incheon (2004–) | Am 1. März 2004 gegründet |
| Gyeongnam FC (2006–) | Gegründet von der Stadt Gyeongnam und der Regierung Gyeongsangnam-dos (2006–) | Am 17. Januar 2006 gegründet |
| Gangwon FC (2009–) | Gegründet von der Gangwon-do-Regierung (2009–) | Am 18. Dezember 2008 gegründet |
| Gwangju FC (2011–) | Gegründet von der Stadtverwaltung Gwangjus (2011–) | Am 16. Dezember 2010 gegründet |
| Sangmu FC (1985) Gwangju Sangmu (2003–2010) Sangju Sangmu Phoenix (2011–2012) Sangju Sangmu (2013–) | Gegründet von der Korea Armed Forces Athletic Group (1985) Unter der Stadtverwaltung von Gwangju (2003–2010) wieder unter der Verwaltung von der Korea Armed Forces Athletic Group und der Stadt Sangju (2011–) | gegründet als Halbprofiverein am 11. Januar 1984, 1985 der K League beigetreten Als Gwangju Sangmu am 26. Februar 2011 wieder gegründet Am 4. Januar 2013 als Sangju Sangmu wiedergegründet |
| Police FC (2013) Ansan Police FC (2014–2015) Ansan Mugunghwa FC (2016) | Gegründet von der Korean National Police University (2013) übernommen von der Stadt Ansan (2014–2016) übernommen von der Stadt Asan und der Korean National Police University (2017–)                           | Gegründet als Halbprofiverein am 29. März 1996, später in ein Profiverein umtransferriert und 2013 der K League Challenge beigetreten. Am 16. März 2014 als Ansan Mugunghwa FC gegründet    |
| Goyang Zaicro FC (2013–2016) | | Als Halbprofiverein 1999 gegründet, umgewandelt in ein Profiverein und K League Challenge Beitritt 2013 2016 in Amateurverein umgewandelt – Ende 2016 aufgelöst                             |
| Chungju Hummel FC (2013–2016) | Hummel Korea | Als Halbprofiverein am 9. Dezember 1999 gegründet, umgewandelt in Profiverein und K League Challenge beitritt 2013 aufgelöst Ende 2016                                                      |
| Suwon FC (2013–) | Unter der Verwaltung der Stadt Suwon (2013–) | Am 15. März 2003 als Halbprofiverein gegründet, 2013 umgewandelt in Profiverein und Beitritt in die K League Challenge                                                                      |
| Bucheon FC 1995 (2013–) | Unter der Verwaltung der Stadt Bucheon (2013–) | Am 1. Dezember 2007 als Amateurverein gegründet und 2013 in Profiverein umgewandelt sowie K League Challenge Beitritt                                                                       |
| FC Anyang (2013–) | Unter der Verwaltung der Stadt Anyang (2013–) | Am 2. Februar 2013 gegründet und K League Challenge Beitritt |
| Seoul E-Land FC (2015–) | E-Land Group (2015–) | Am 22. August 2014 gegründet und 2015 K league Challenge Beitritt |
| Ansan Greeners FC (2017–) | Unter der Verwaltung der Stadt Ansan (2017–) | Am 16. November 2016 gegründet und 2017 K League Challenge Beitritt |
| Asan Mugunghwa FC (2017–) | Unter der Verwaltung der Stadt Asan (2017–) | Am 11. Januar 2017 als Asan Mugunghwa FC gegründet |

### Zukünftige Franchises
Bis zum Jahr 2033 sind mehrere neue Franchises für die K League geplant, die sind wie folgt:
| Name                                                                         | Ort(e) | Heimspielstätte                |
| ---------------------------------------------------------------------------- | --- | ------------------------------ |
| Jeonnam United FC                                                            | Jeollabuk-do, Mokpo, Naju, Muan, Haenam, Gangjin, Yeongam, Hampyeong, Jindo, Wando, Sinan-gun                | Namaksindo-Oryong-Sportkomplex |
| Gyeongnam United FC                                                          | Gyeongsangnam-do, Jinju, Sacheon, Hadong, Sancheong, Hamyang, Geochang, Habcheon, Euiryeong, Namhae, Goseong | Jinju-Stadion                  |
| Cheongju FC                                                                  | Chungcheongbuk-do, Cheongju                                                                                  | Cheongju-Stadion               |
| Andong FC                                                                    | Gyeongsangbuk-do, Andong                                                                                     | Cheongsin-Stadion              |
| Chungnam United FC                                                           | Chungcheongnam-do, Cheonan                                                                                   | Cheonan-Stadion                |
| Sejong City FC                                                               | Sejong-City                                                                                                  | noch nicht bekannt             |
| Seoul United FC                                                              | Seoul, Yangcheon-gu, Gangseo-gu, Guro-gu, Geumcheon-gu, Yeongdeungpo-gu                                      | Mokdong-Stadion                |
| Gyeongju United FC (zusammenschl. v. Gyeongju KHNP FC & Gyeongju Citizen FC) | Gyeongju | Gyeongju-Stadion               |
| Yongin Ever FC                                                               | Yongin | Yongin-Sportparkstadion        |
| Suwon United FC                                                              | Suwon | Dongtan-Sport-Komplex          |
| Hwaseong FC                                                                  | Hwaseong | Hwaseong-Hyangnam-Stadion      |
| Pyeongtaek IFC                                                               | Pyeongtaek                                                                                                   | noch nicht bekannt             |
| Gimpo City FC                                                                | Gimpo | Geolpodong-Stadion             |
| Namyangju Dasan FC                                                           | Namyangju | Namyangju-Stadion              |
| Incheon Michuhol FC                                                          | Incheon, Seo-gu, Bupyeong-gu, Gyeyang-gu                                                                     | Incheon-Asiad-Stadion          |
| Gyeonggi N. United                                                           | Gyeonggi-do (Nord), Uijeongbu, Yangju, Dongducheon, Pocheon, Yeoncheon                                       | Uijeongbu-Stadion              |

## Ligasponsoren
In der folgenden Tabelle ist angegeben, wer wann Sponsor der K-League war.
| Von       | Bis  | Sponsor                      |
| --------- | ---- | ---------------------------- |
| 1983      | 1993 | Kein Sponsor                 |
| 1994      | 1995 | Hite                         |
| 1996      | 1997 | Rapido                       |
| 1998      | -    | Hyundai                      |
| 1999      | -    | Buy Korea                    |
| 2000      | -    | Samsung DigiTall             |
| 2001      | -    | POSCO                        |
| 2002      | 2008 | Samsung Hauzen               |
| 2009      | -    | Kein Sponsor                 |
| 2010      | -    | Hyundai Motor Company Sonata |
| 2011      | 2016 | Hyundai Oilbank              |
| Seit 2017 | -    | Hana Bank                    |

## Belege
- K League: Informationen zu den Vereinen